# Roxarsona
La roxarsona es un compuesto de organoarsénico que se utiliza ampliamente en la producción de aves de corral, especialmente en pollos, como aditivo del pienso que consumen para aumentar el peso del animal, para mejorar su índice de transformación del alimento y como coccidiostático. El fármaco también está autorizado para su uso en la cría de cerdos en Estados Unidos. La farmacéutica Zoetis, antigua filial de Pfizer, lo comercializa bajo la marca comercial 3-Nitro.
La roxarsona está prohibida en los países de la Unión Europea desde 1999, mientras que en Estados Unidos es uno de los cuatro arsenicales aprobados para su uso en aves de corral y cerdos por la Administración de Alimentos y Medicamentos (FDA). Sin embargo, el que algunos estudios de la FDA apunten a que la sustancia es una fuente de contaminación por arsénico en los animales en los que se utiliza, contaminación que llega al producto final destinado al consumidor, provocó que en julio de 2011, Pfizer suspendiera la venta de roxarsona en Estados Unidos. La FDA encontró que el uso de roxarsona estaba asociado a elevados niveles de arsénico inorgánico en hígados de pollo, sin embargo no retiró la autorización de comercializar el producto, pues planteaba que «la exposición era muy baja y el peligro de cáncer totalmente evitable». En 2011, la roxarsona estaba autorizada en 14 países, mientras que en 2015 la FDA revocó la autorización de utilizar nitarsone, uno de los cuatro arsenicales legales en EE.UU de los que forma parte roxarsona, en la alimentación animal.

## Artículos académicos adicionales
- Garbarino, J. R.; Bednar, A. J.; Rutherford, D. W.; Beyer, R. S.; Wershaw, R. L. (15 de abril de 2003). «Environmental fate of roxarsone in poultry litter. I. Degradation of roxarsone during composting». Environmental Science & Technology 37 (8): 1509-1514. ISSN 0013-936X. PMID 12731831.
- Chiou, Peter Wen-Shyg; Chen, Kuo-Lung; Yu, Bi (1 de junio de 1997). «Effects of Roxarsone on Performance, Toxicity, Tissue Accumulation and Residue of Eggs and Excreta in Laying Hens». Journal of the Science of Food and Agriculture (en inglés) 74 (2): 229-236. ISSN 1097-0010. doi:10.1002/(SICI)1097-0010(199706)74:23.0.CO;2-F.
- Kerr, K. B.; Narveson, J. R.; Lux, F. A. (1 de noviembre de 1969). «Toxicity of an organic arsenical, 3-nitro-4-hydroxyphenylarsonic acid. Residues in chicken tissues». Journal of Agricultural and Food Chemistry 17 (6): 1400-1402. ISSN 0021-8561. doi:10.1021/jf60166a021.